# Catoptria cabardinica
Catoptria cabardinica là một loài bướm đêm trong họ Crambidae.